# Putovičko Polje
Putovičko Polje es un pueblo ubicado en el territorio de Zenica, en el cantón de Zenica-Doboj, Bosnia y Herzegovina.

## Superficie
Posee una superficie de 0,29 kilómetros cuadrados.

## Demografía
Hasta 2013 la población era de 361 habitantes, con una densidad de población de 1253,3 habitantes por kilómetro cuadrado.